# منشور منحنى

قطع ناقص (بالأحمر) ومنشوره (بالأزرق). النقاط تمثل رؤوس المنحنى، وكل رأس تقابلها عطفة في منشئ المنحنى. يعرف منشئ القطع الناقص بالنجماني.

كيفية إنشاء منشيء المنحنى للقطع الناقص الموضح بأعلاه.

منشور المنحنى أو المنشئ أو منشئ المنحني أو منشئ المنحنى أو المنحني المنشئ (بالإنجليزية: Evolute) هو المحل الهندسي لمراكز انحناء منحنى آخر، ويعرف الأخير بالناشر، كما يعرف أيضًا منشور المنحنى بأنه غلاف من الخطوط المستقيمة المتعامدة على منحنى. المنحنى الأصلي هو ناشر لمنشوره.

## وصلات خارجية
- Inviluppo, evoluta, evolvente